# Mnemosyne (album)
Mnemosyne è un album in studio del sassofonista norvegese Jan Garbarek, pubblicato nel 1999 e registrato insieme al quartetto vocale Hilliard Ensemble.

## Tracce

### Disco 1
1. Quechua Song – 7:12
2. O Lord in Thee Is All My Trust – 5:09
3. Estonian Lullaby – 1:58
4. Remember Me My Dear – 6:30
5. Gloria – 6:03
6. Fayrfax Africanus – 4:05
7. Agnus Dei – 8:38
8. Novus novus – 2:18
9. Se je fays dueil – 5:12
10. O Ignis Spiritus – 10:53

### Disco 2
1. Alleluia nativitatis – 5:06
2. Delphic Paean – 4:46
3. Strophe and Counter-Strophe – 5:02
4. Mascarados – 5:02
5. Loiterando – 5:33
6. Estonian Lullaby – 2:01
7. Russian Psalm – 3:45
8. Eagle Dance – 4:48
9. When Jesus Wept – 3:22
10. Hymn to the Sun – 7:28

## Formazione
- Jan Garbarek – sassofono soprano, sassofono tenore
- Hilliard Ensemble
  - Rogers Covey-Crump – tenore
  - John Potter – tenore
  - Gordon Jones – baritono
  - David James – controtenore